# Ophiorrhiza insularis
Ophiorrhiza insularis är en måreväxtart som beskrevs av Theodoric Valeton. Ophiorrhiza insularis ingår i släktet Ophiorrhiza och familjen måreväxter. Inga underarter finns listade i Catalogue of Life.